# Fiat Idea
La Fiat Idea è una autovettura presentata dalla casa automobilistica italiana FIAT alla fine del 2003 per il mercato europeo, prodotta nello stabilimento di Mirafiori fino al 2012 e in Brasile fino al 2016.
La vettura condivideva gran parte della linea e delle componenti con la Lancia Musa, anch'essa prodotta nel medesimo impianto. Peculiarità è la strumentazione centrale, che ha permesso la collocazione di due cassetti laterali sulla plancia.
Dal 2005 è stata prodotta anche in Brasile, presso lo stabilimento Fiat di Betim, dove la produzione è proseguita anche dopo l'interruzione di quella del modello europeo. 
Il modello sudamericano è stato oggetto di un profondo aggiornamento nel 2010 e di un secondo, minore, nel 2014. Il 17 giugno 2016 è terminata la produzione anche di questo modello.

## Storia
Nata con il codice di modello 350, la vettura è frutto di un investimento di 430 milioni di euro da parte della casa torinese per la progettazione e l'industrializzazione.
Disegnata dalla Italdesign come piccola monovolume da città, la Idea, essendo lunga meno di quattro metri, presenta ottime doti di manovrabilità in spazi ristretti grazie anche al servosterzo elettrico Dualdrive, che riduce al minimo la forza richiesta per sterzare anche a vettura ferma.
La leva del cambio, come nella Panda, è in una posizione rialzata, che consente una più facile manovrabilità. La strumentazione è dotata di computer di bordo con funzione Trip, di serie per tutte le versioni. Inedita è la forma del volante a tre razze regolabile sia in altezza sia, su alcune versioni, anche in profondità.
Pur avendo dimensioni piuttosto contenute per una monovolume, ha una buona abitabilità interna e un comfort pari a berline di categoria superiore. Lo spazio è sfruttato molto bene e i vani portaoggetti sono numerosi; si va da quelli su tutti i pannelli porta a quello longitudinale sul padiglione, quello trasversale sopra il parabrezza e alle alette a scomparsa sul cruscotto.
Le motorizzazioni a benzina hanno potenze da 77 a 95 CV, quelle diesel Multijet da 69 a 120 CV.

## Evoluzione

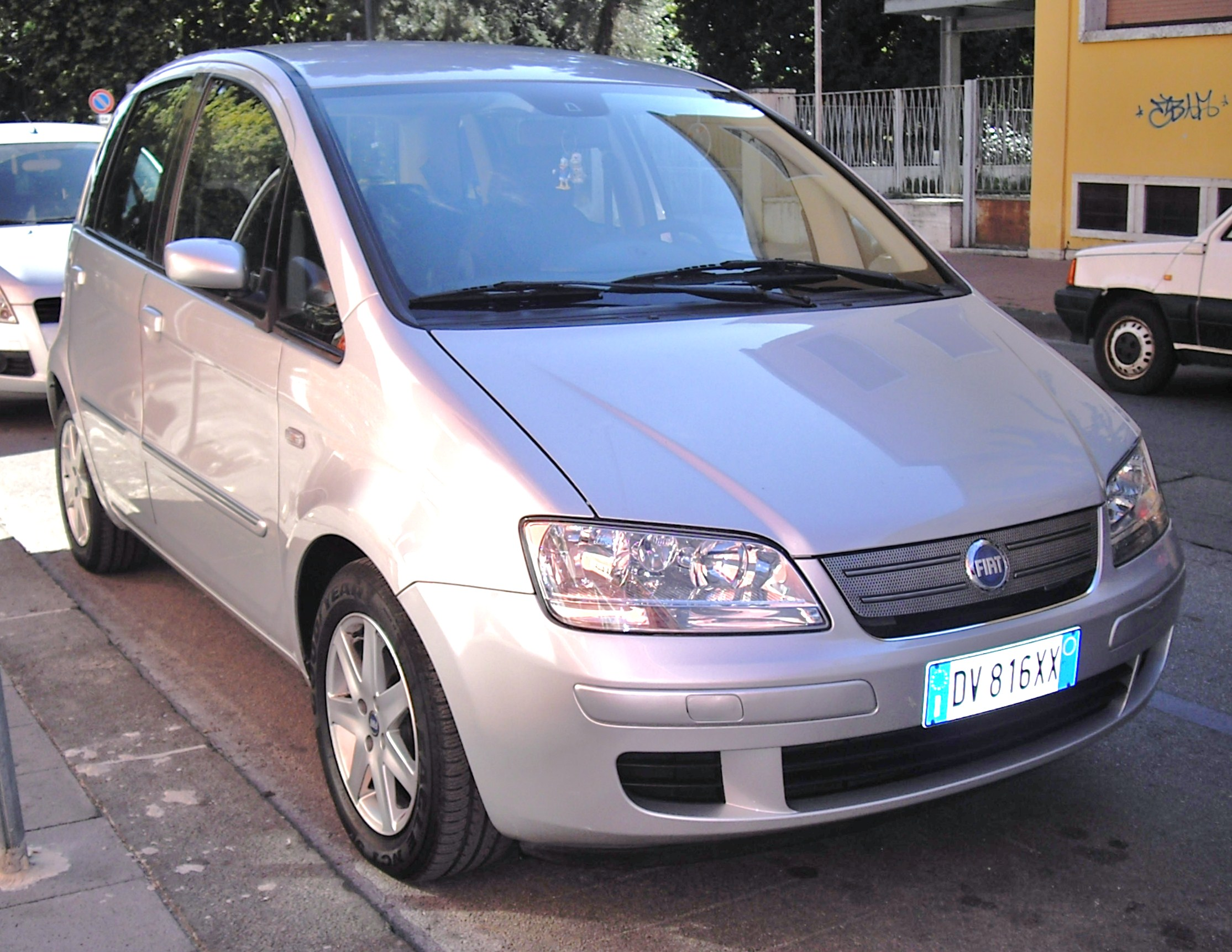
Il restyling del 2005 con la nuova griglia e la nuova fanaleria

La Idea ha subito un leggero restyling nell'autunno 2005 ribattezzato MY 2006, che ha portato ad adottare gli indicatori di direzione anteriori bianchi, la mascherina cromata, i fanali posteriori con la parte centrale cromata, mentre per la versione più ricca, la Emotion, vengono introdotti dei nuovi cerchi in lega da 15 pollici. All'interno si segnalano alcuni dettagli rifiniti in argento opaco (su bocchette, cassetti portaoggetti, maniglie e leva del cambio) e colore dell'ambiente nero. Nel 2006 è incominciata la campagna pubblicitaria caratterizzata dalla danza Haka, eseguita da un gruppo di madri. Quest'operazione è dovuta a un tentativo di riposizionamento a causa di non esaltanti risultati commerciali, dovuti alla concorrenza della Musa.
Sotto il punto di vista della sicurezza automobilistica la piccola FIAT è stata sottoposta alla prova d'impatto da parte dell'Euro NCAP nel 2006, totalizzando un punteggio di quattro stelle.
Con il MY 2008, la MPV torinese riceve due nuove tinte esterne, il nuovo logo FIAT con una ridisegnata mascherina anteriore a griglia (che richiama Grande Punto, Croma e Bravo), nuovi cerchi in lega da 15", la disponibilità del sistema multimediale Blue&Me e l'allestimento Blackstar con sedili in tessuto misto tecnico/alcantara e logo vintage.

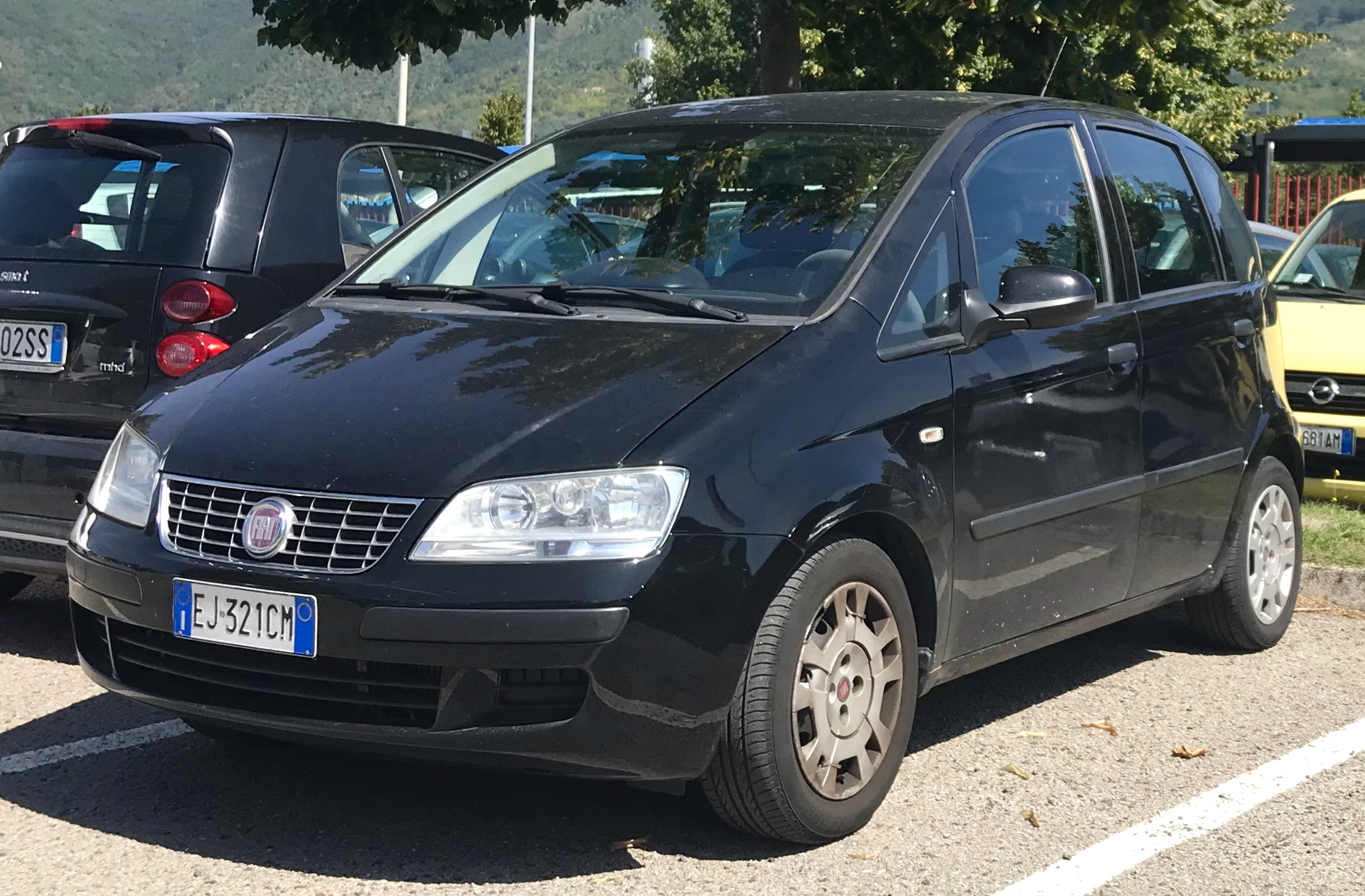
Il restyling del 2008 con la nuova griglia cromata e il nuovo logo Fiat

Nel 2009 arrivano le versioni 1.4 alimentate a benzina/GPL, vengono omologati Euro 5 il 1.4 16V benzina e il 1.6 M-Jet da 120 CV e gli specchi retrovisori più grandi migliorano la visibilità.
La gamma 2010 introduce motorizzazioni Euro 5 e sistema Stop&Start sul 1.4 16V benzina e 1.3 M-Jet 95 CV e 1.6 M-Jet 120 CV.
Nel 2012 la Idea esce di produzione; a prendere il suo posto sul mercato europeo è la Fiat 500L.

## Versione sudamericana (2005-2016)

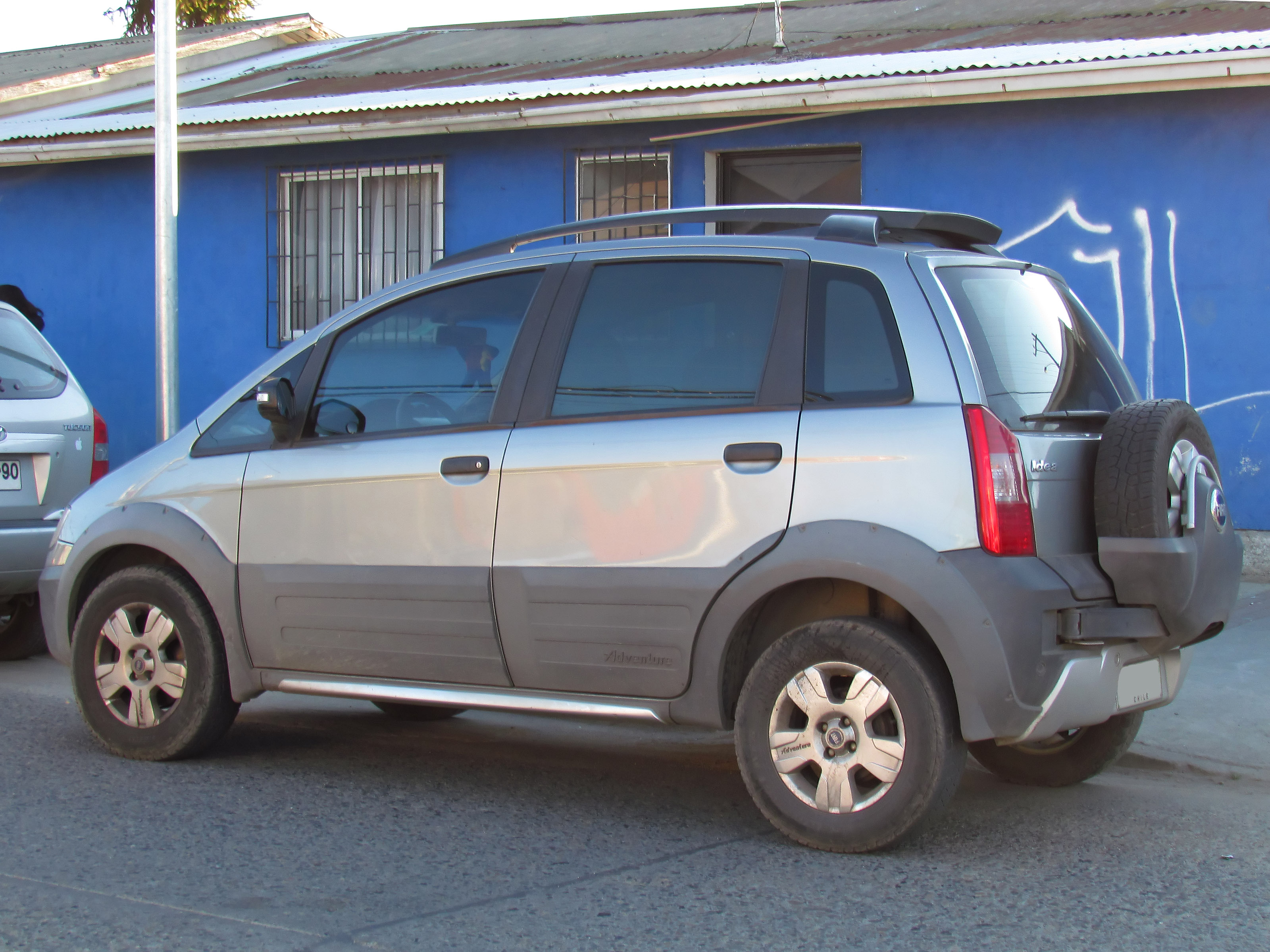
Una Fiat Idea Adventure pre-restyling del 2008

Dal 2005 al 2016 la monovolume compatta è stata venduta anche in Brasile e in Sudamerica, prodotta e commercializzata anche nella variante fuoristrada Adventure, dotata di protezioni aggiuntive e maggiore altezza da terra.

### Evoluzione
Nel 2010 la Idea sudamericana riceve un profondo restyling estetico e tecnico: le parti strutturali e relative scocche rimangono invariate, così come i volumi generali del corpo vettura. Le modifiche più sostanziali sono nel frontale completamente aggiornato, negli interni e alcune soluzioni tecniche nonché gli allestimenti. Il modello che più ha acquistato personalità è la versione Adventure, che ha beneficiato di un irrobustimento complessivo che segue la stessa filosofia del modello Strada Locker. Questo modello, dopo un secondo e minore lifting lanciato nel 2014, esce di produzione nel 2016, precisamente il 17 giugno, assieme ai modelli Linea e Bravo. Non è prevista un'erede per quest'autovettura, ma una delle autovetture riconducibili al segmento occupato dalla Idea fino ad allora è la Jeep Renegade.

## Motorizzazioni
I dati in tabella riguardano unicamente il modello europeo
| Modello                         | Disponibilità    | Motore                           | Cilindrata cm³ | Potenza        | Coppia max | Emissioni CO₂ (g/km) | 0–100 km/h (secondi) | Velocità max (km/h) | Consumo medio (km/l) |
| 1.2 FIRE 16V                    | dal 2005 al 2010 | 4 cilindri in linea, Benzina     | 1242           | 59 kW (80 CV)  | 114        | 154                  | 13,5                 | 163                 | 15,4                 |
| 1.4 FIRE 8V                     | dal 2006 al 2011 | 4 cilindri in linea, Benzina     | 1368           | 57 kW (77 CV)  | 115        | 146                  | 15,5                 | 163                 | 16,1                 |
| 1.4 FIRE 16V                    | dal 2003 al 2010 | 4 cilindri in linea, Benzina     | 1368           | 70 kW (95 CV)  | 128        | 157                  | 11,5                 | 175                 | 15,2                 |
| 1.4 FIRE 16V Start&Stop         | dal 2010         | 4 cilindri in linea, Benzina     | 1368           | 70 kW (95 CV)  | 128        | 140                  | 11,5                 | 175                 | 16,4                 |
| 1.4 Easy Power                  | dal 2008         | 4 cilindri in linea, Benzina/GPL | 1368           | 57 kW (77 CV)  | 115        | 119                  | 13,5                 | 163                 | 13,5                 |
| 1.3 Multijet 16V 70             | dal 2003 al 2010 | 4 cilindri in linea, Diesel      | 1248           | 51 kW (69 CV)  | 180        | 135                  | 15,4                 | 159                 | 19,6                 |
| 1.3 Multijet 16V 90             | dal 2005 al 2010 | 4 cilindri in linea, Diesel      | 1248           | 66 kW (90 CV)  | 200        | 129                  | 12,5                 | 173                 | 20,4                 |
| 1.3 Multijet 16V DPF Start&Stop | dal 2010         | 4 cilindri in linea, Diesel      | 1248           | 70 kW (95 CV)  | 200        | 114                  | 12,5                 | 173                 | 23,3                 |
| 1.6 Multijet 16V                | dal 2008         | 4 cilindri in linea, Diesel      | 1598           | 88 kW (120 CV) | 300        | 129                  | 9,9                  | 190                 | 20,4                 |
| 1.9 Multijet                    | dal 2003 al 2007 | 4 cilindri in linea, Diesel      | 1910           | 74 kW (100 CV) | 260        | 147                  | 11,5                 | 179                 | 18,2                 |